# IPhone 11 Pro
Pour un article plus général, voir iPhone 11.
Les iPhone 11 Pro et iPhone 11 Pro Max sont des smartphones de la 13e génération d'iPhone d'Apple, lancés aux côtés de l'iPhone 11 — dont ils constituent la variante haut de gamme — le 10 septembre 2019 lors d'une keynote à Cupertino en Californie.

## Lancement
Annoncés le 10 septembre 2019, les précommandes débutent le 13 septembre et la mise en vente s'effectue le 20 septembre.

## Fin de vie
Lors de l'annonce de l'iPhone 12, le 13 octobre 2020, Apple retire de son site les iPhone 11 Pro après un an de commercialisation et les remplace par l’iPhone 12 Pro.

## Composition

### Écran
Son écran est un écran Super Rétina XDR, OLED, Multi-touch de 5,8 pouces avec une définition de 2 436 × 1 125 pixels tandis que l'écran de l'iPhone 11 Pro Max est plus grand, mesurant 6,5 pouces avec une définition de 2 688 × 1 242 pixels.
Ils sont dotés de la fonction True Tone qui permet d'ajuster automatiquement l'écran en fonction de la lumière ambiante, du Haptic touch et d'un revêtement oléophobe résistant aux traces de doigts.

### Appareil photo
Ils possèdent un triple appareil photo à l'arrière avec un grand-angle, un ultra grand-angle et un téléobjectif de 12 Mpx. Le grand angle a une ouverture ƒ/1,8, l'ultra grand-angle a une ouverture ƒ/2,4 avec un champ de vision à 120° tandis que le téléobjectif a une ouverture ƒ/2,0 permettant une double stabilisation optique de l'image.
Située à l'avant du téléphone, la deuxième caméra TrueDepth de 12 mpx a une ouverture ƒ/2,2 dispose de la détection des visages et du Smart HDR pouvant prendre des photos et des vidéos en 4K et en HD jusqu'à 60 images par seconde, d'une prise en charge du ralenti en 1 080 p à 120 images par seconde.

### Processeur et mémoire
Ils sont dotés d'un SoC Apple A13 Bionic, un processeur hexacœur composé de deux cœurs qui sont 20 % plus puissant et 40 % plus économe que l'Apple A12 Bionic.
Ils sont pourvus d'options de stockage de 64 Go, 256 Go et 512 Go.

## Conception
Les téléphones ont un dos en verre remplaçant le boîtier en aluminium des modèles précédents, ce qui permet l'utilisation de la charge inductive.
Les dimensions de l'iPhone 11 pro sont de 71,4 mm de largeur, 144 mm de hauteur et 8,1 mm d'épaisseur tandis que l'iPhone 11 Pro Max mesure 77,8 mmde largeur, 158 mm de hauteur et 8,1 mm d'épaisseur.
Ils se déclinent en plusieurs couleurs telles que or, argent, gris sidéral et vert nuit.

## Logiciel
Il est fourni avec iOS 13 et supporte la mise à jour iOS 18.

## Impact environnemental
Selon un rapport d'Apple sur le cycle de vie des smartphones, l'iPhone 11 Pro dépense environ 80 kg de CO2. Il fait partie des premiers smartphones, avec l'iPhone 11 à avoir une carte mère et un moteur Taptic Engine entièrement fabriqués à partir de matériaux rares recyclés.
Selon un autre rapport d'Apple, l'iPhone 11 Pro Max dépense environ 86 kg de CO2, soit 6 kg de plus que son acolyte.